# Ратинь (метеорит)
Ратинь (Ratyń) — метеорит, що впав 24 серпня 1880 року на місто Ратинь у Польщі. До нашого часу метеорит не зберігся.
Ймовірно, цей метеорит був кам'яним і походив з того самого небесного тіла, що й метеорити: Mt. Tazerzait, Baszkówka і Трехебон . (Метеорит Трехебон впав 10 липня 1922 року. Ця дата відрізняється від дати падіння інших згаданих метеоритів, що може вказувати на близькість орбіт метеороїда до Землі поблизу перигелію. Така близькість може спричинити дворазове перетинання орбіт.) Дати падіння цих метеоритів і їх структура настільки схожі, що вони могли рухатися подібною траєкторією до входу в атмосферу Землі. За словами очевидців, падіння супроводжувалося гучним ударом і страшним гулом. Метеорит упав серед женців у лузі, обдувши їх гарячим, як жар, вітром. Метеорит важив близько 1 кг, мав неправильну форму і був твердим, як емаль. Знайдений метеорит був фрагментом більшого цілого і був схожий на «кристалізовану сіль». Витягнувши його із землі з глибини «приблизно 1/4 ліктя», його віднесли до мера ґміни Голіна пана Джона. Відтоді метеорит вважався зниклим безвісти.